# حق نواز جهنكوي
حق نواز جهنكوي (بالأردية: حق نواز جھنگوی) (1952   – 23 فبراير 1990) باحث ديوبندي باكستاني أسس منظمة جيش الصحابة المعروفة باسم "سباه صحابة" في 6 سبتمبر 1986.

## نشأته
ولد حق نواز في عام 1952 في شيلا، وهي قرية في مقاطعة جهنك في إقليم البنجاب بباكستان. اسم والده والي محمد. تخرج من جامعة خير المدارس الدينية في ملتان في عام 1971. ثم انضم إلى جمعية علماء الإسلام، وبدأ التدريس في مدرسة دينية في توبا تيك سينغ في عام 1972. وفي عام 1973 أصبح إمام وخطيب مسجد في مدينة جهنك.
بعد الثورة الإيرانية عام 1979 بدأ جهنكوي يهاجم جمهورية إيران الإسلامية من خلال اتهامها بتصدير ثورتها، ومحاولة نشر التشيع بين أهل السنة والجماعة، وأخذ في الوعظ عن أخطار المعتقدات الشيعية، وأصبح يتمتع بشعبية كبيرة بين السكان المحليين. وأسس منظمة جيش الصحابة لمكافحة التشيع في جهنك في 6 سبتمبر 1985.
في يوم الجمعة 23 فبراير 1990 اُغتيل حق نواز جهنكوي بواسطة مليشا شيعية، وشُيعت الجنازة في نفس اليوم، وفي 1996 قام بعض أعضاء جماعة سباه صحابة يتزعمهم رياض بصرة ومالك إسحاق بتشكيل جماعة جديدة باسم لشكر جهنكوي.